# 3 Водолея
3 Водолея (лат. 3 Aquarii), k Водолея (лат. k Aquarii), EN Водолея (лат. EN Aquarii), HD 198026 — одиночная переменная звезда в созвездии Водолея на расстоянии приблизительно 412 световых лет (около 126 парсеков) от Солнца. Видимая звёздная величина звезды — от +4,47m до +4,41m.

## Характеристики
3 Водолея — красный гигант, пульсирующая медленная неправильная переменная звезда (LB) спектрального класса M3III. Радиус — около 108 солнечных, светимость — около 2377 солнечных. Эффективная температура — около 3933 К.